# Ventrops intermedius
Ventrops intermedius är en tvåvingeart som beskrevs av Thomas Pape 1987. Ventrops intermedius ingår i släktet Ventrops och familjen gråsuggeflugor.
Artens utbredningsområde är Tanzania. Inga underarter finns listade i Catalogue of Life.